# Lanius cristatus
El alcaudón pardo (Lanius cristatus) es una especie de ave paseriforme de la familia Laniidae propia de Asia. Se distribuye por Siberia, Mongolia, Japón, China y Corea.

## Subespecies
- Lanius cristatus confusus
- Lanius cristatus cristatus
- Lanius cristatus lucionensis
- Lanius cristatus superciliosus